# В неделя с...
„В неделя с...“ е предаване на Българската национална телевизия. Стартира на 14 септември 2008 г., като се излъчва  по БНТ 1 и БНТ САТ всяка неделя от 11:00 до 16:00 ч. след новинарската емисия „По света и у нас“. Водещи на предаването са Димитър Цонев и Камен Воденичаров. На 3 юли 2011 г. след напускането на Цонев е преформатирано на „Неделя по 3“, което се излъчва до 2014 г.